# Disturbios en Islandia de 1949

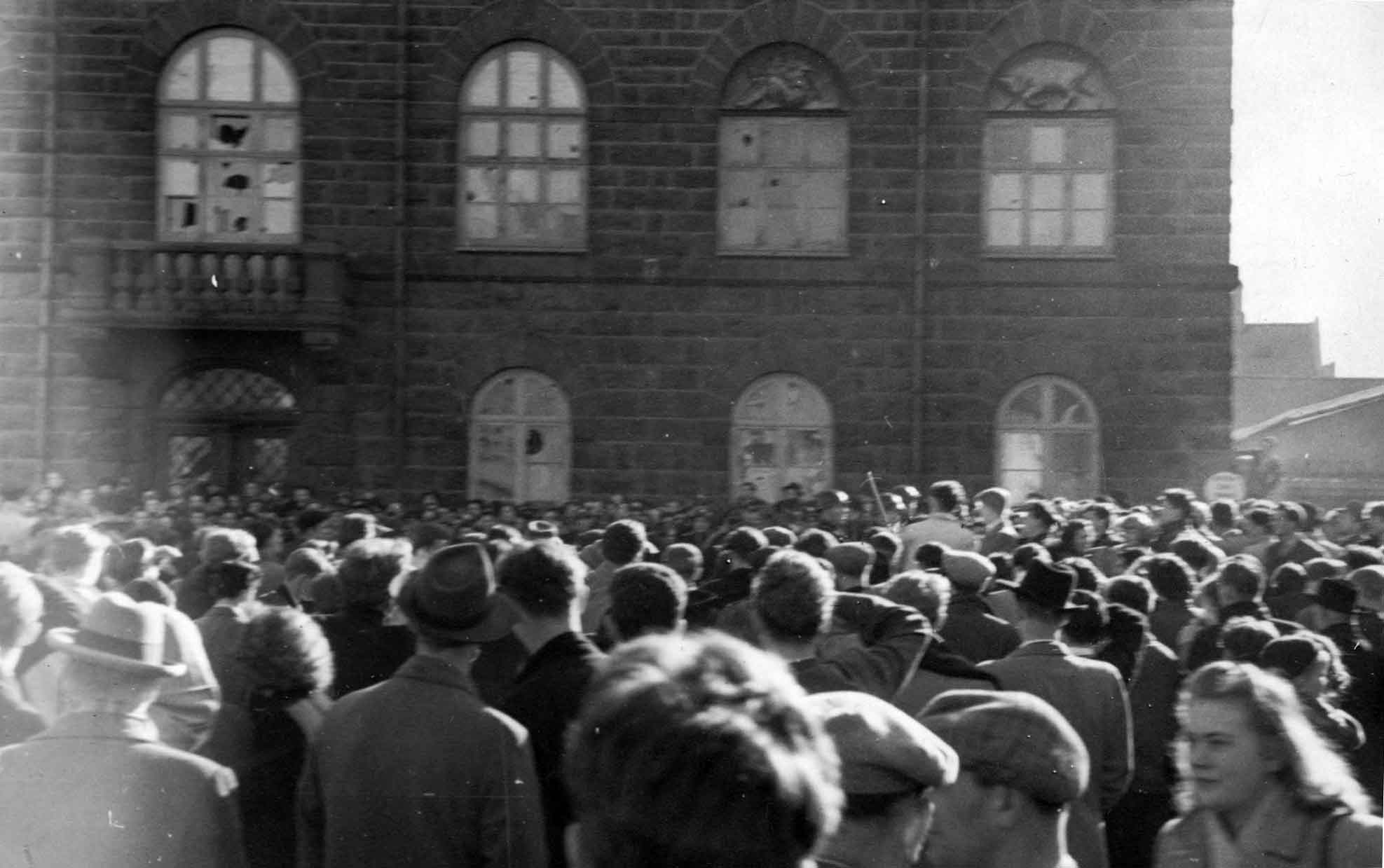
Estalla la lucha entre los partidarios de la OTAN y la policía. Las ventanas de la Casa de los Alþingi están destrozadas. 30 de marzo de 1949.

Los disturbios en Islandia de 1949 fueron impulsado por la decisión del Alþingi, el parlamento islandés, de unirse a la recién formada OTAN, involucrando así a Islandia directamente en la Guerra Fría, oponiéndose a la Unión Soviética y remilitarizando el país.

## Disturbios
Varios cientos de manifestantes se reunieron primero detrás de una escuela en el centro de Reikiavik y luego marcharon hacia Austurvöllur, un pequeño parque frente al edificio del parlamento, donde ya había llegado una multitud con la intención de defender el parlamento.
Al principio los manifestantes estaban tranquilos, pero cuando un miembro destacado del Partido Socialista anunció por un altavoz que el líder de su partido estaba retenido como rehén dentro del edificio del Parlamento, las cosas se pusieron violentas.
Se arrojaron piedras y huevos contra el edificio, algunos rompieron las ventanas y uno casi alcanzó la cabeza del presidente parlamentario, hasta que la fuerza policial de Reikiavik, ayudada por voluntarios del Partido de la Independencia, intervino, golpeando a los alborotadores y finalmente lanzando granadas de gas lacrimógeno contra los alborotadores. Fue la primera vez que la policía en Islandia utilizó gas lacrimógeno contra manifestantes y la única vez hasta 2009, cuando la policía lo utilizó durante las protestas por la crisis financiera.
Los disturbios continuaron después de la conclusión de la votación y se prolongaron durante varias horas.

## Consecuencias

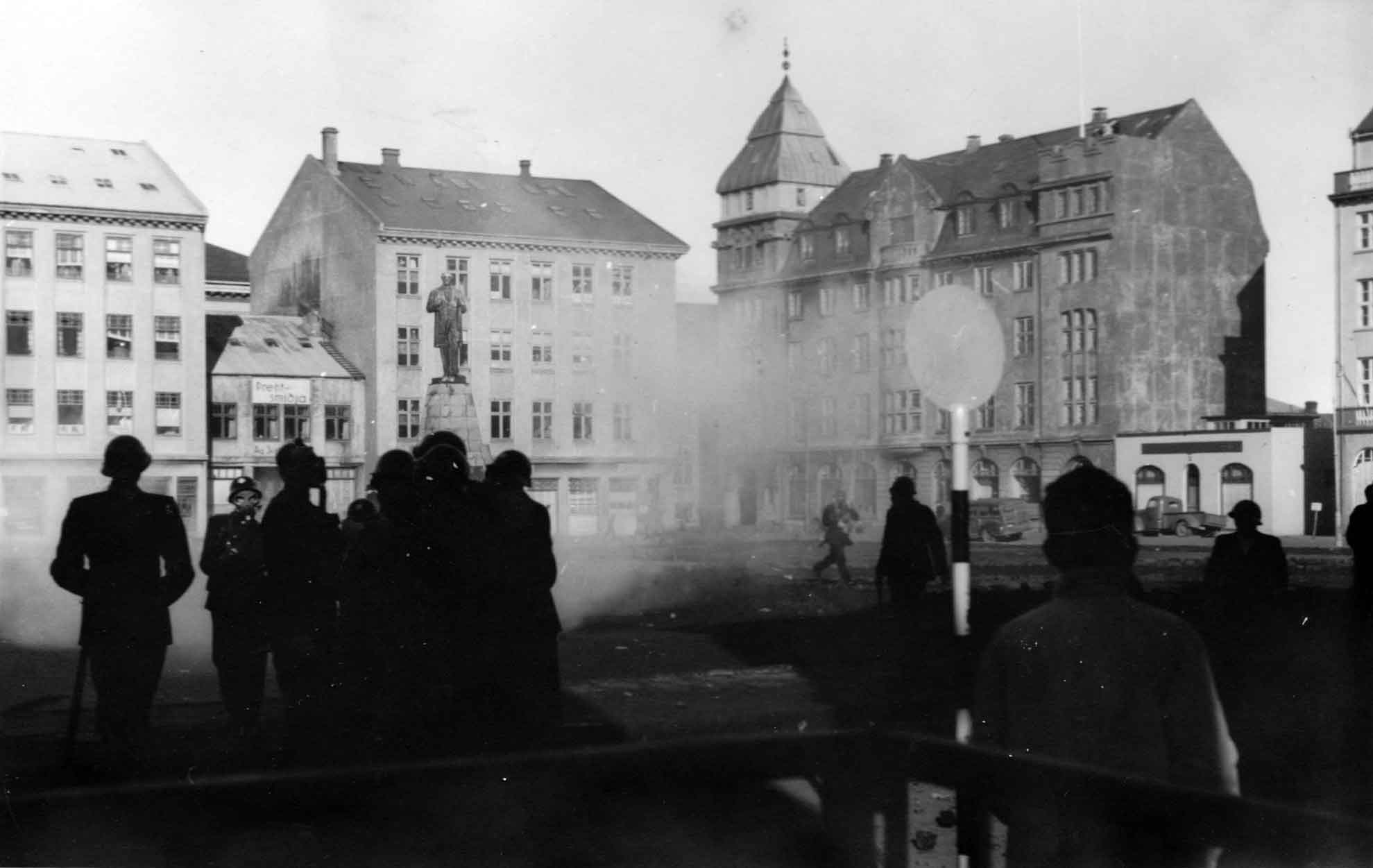
Policías con máscaras antigás custodian Austurvöllur después de dispersar a la multitud con gases lacrimógenos

A pesar de la violenta oposición, se confirmó la pertenencia de Islandia a la OTAN.
Después del evento, las protestas de activistas anti-OTAN fueron comunes. Los partidos de izquierda en las elecciones parlamentarias de los 50 y 60 prometieron poner fin al Acuerdo de Defensa Bilateral entre Estados Unidos e Islandia, pero abandonaron estas promesas después de formar parte de las coaliciones gobernantes. El lema "¡Fuera Islandia de la OTAN y fuera el Ejército!" se convirtió en parte de la cultura islandesa. En 1974, el gobierno propuso cerrar la base de Keflavík, pero una campaña de petición reunió una cuarta parte de las firmas de la población. El gobierno cayó del poder y fue reemplazado por un gobierno decididamente pro-OTAN. El 30 de septiembre de 2006, la Armada de los Estados Unidos retiró unilateralmente lo último de su fuerza militar del aeropuerto de Keflavík.
En 2016, Estados Unidos inició los preparativos para restablecer su presencia en la base. En 2017, Estados Unidos anunció su intención de construir una base aérea moderna en la península.

## Galería

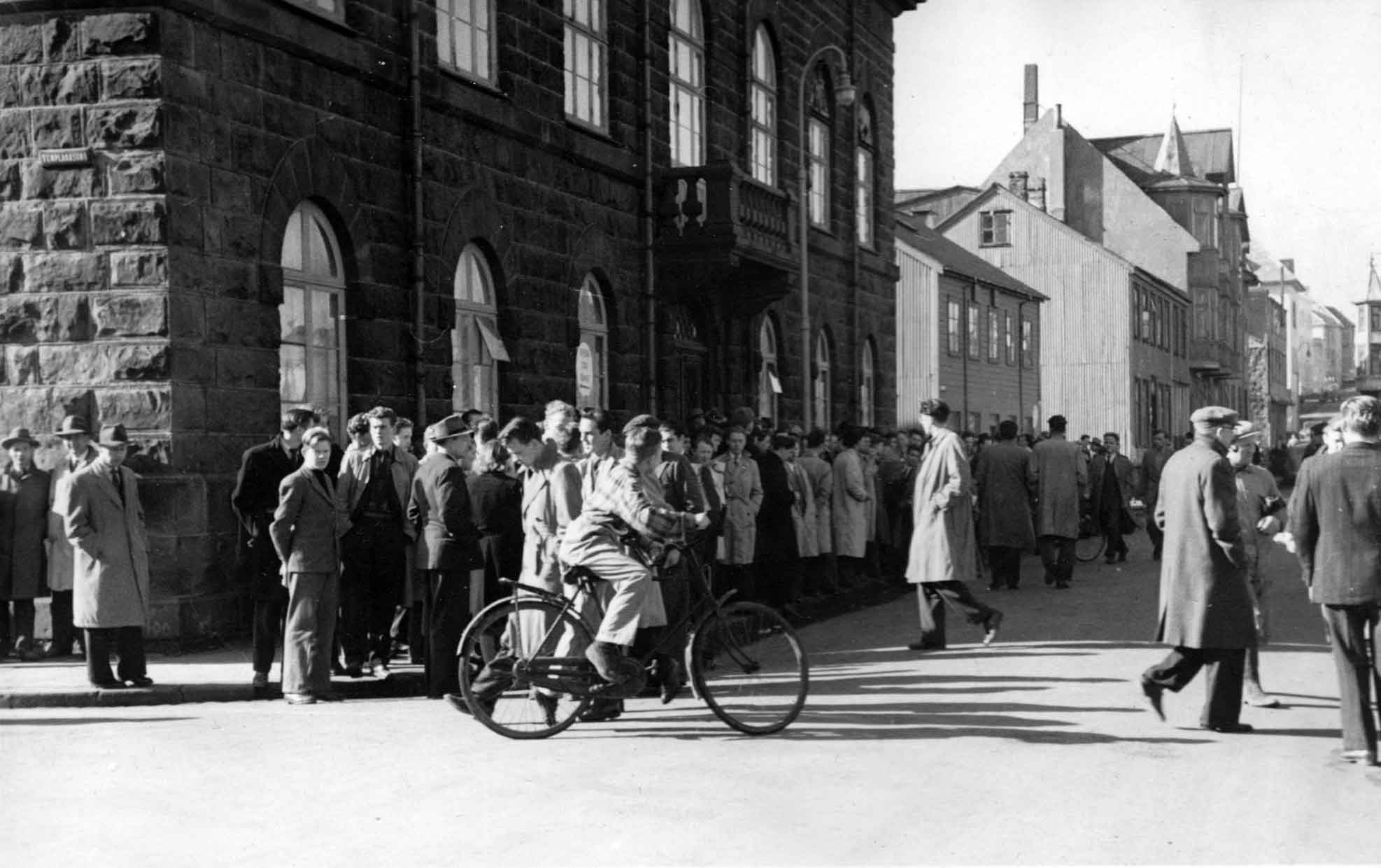
La gente se reúne frente a la Casa de los Althing.
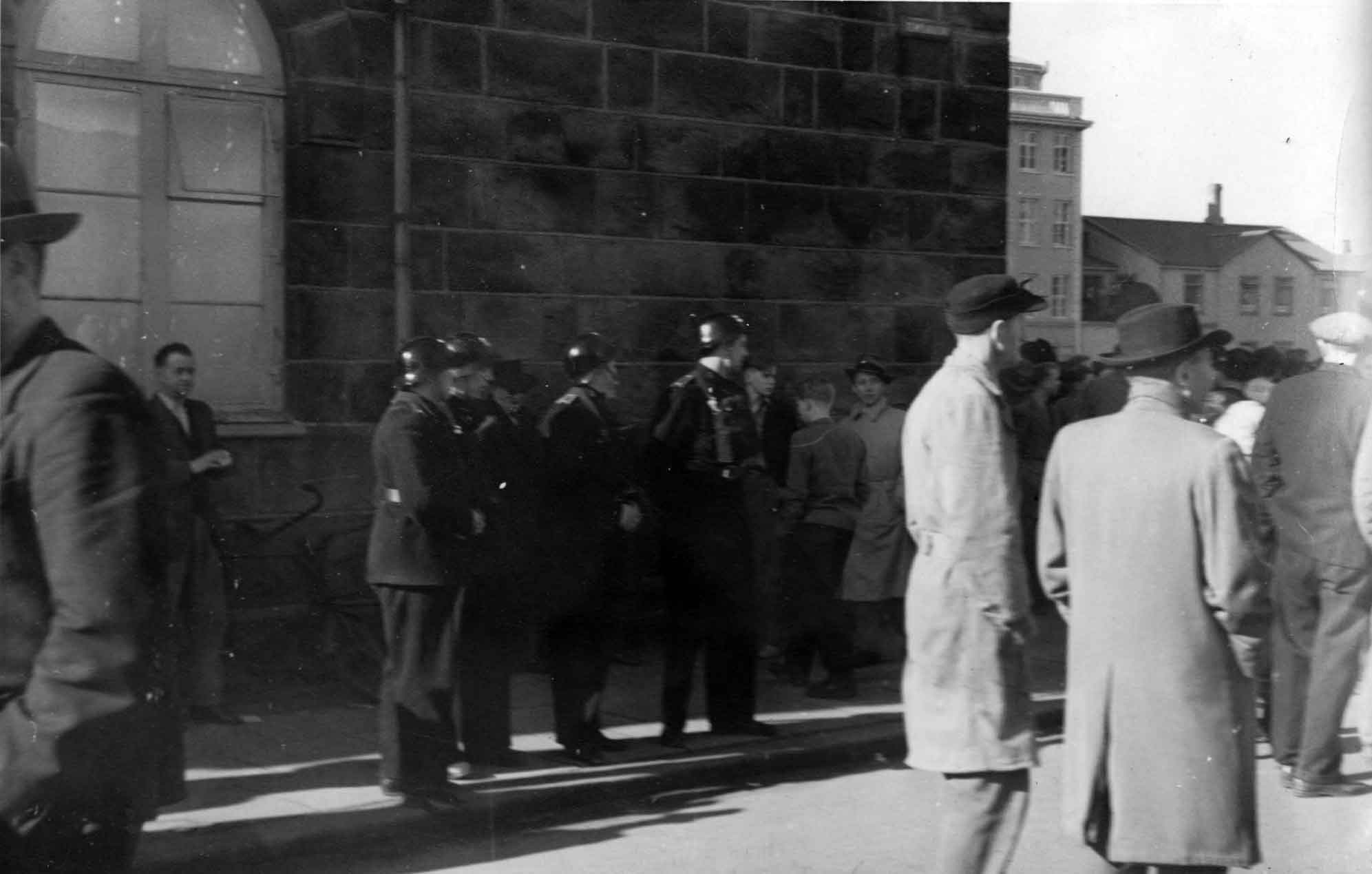
La policía está preparada para problemas frente a la Casa de los Althing.
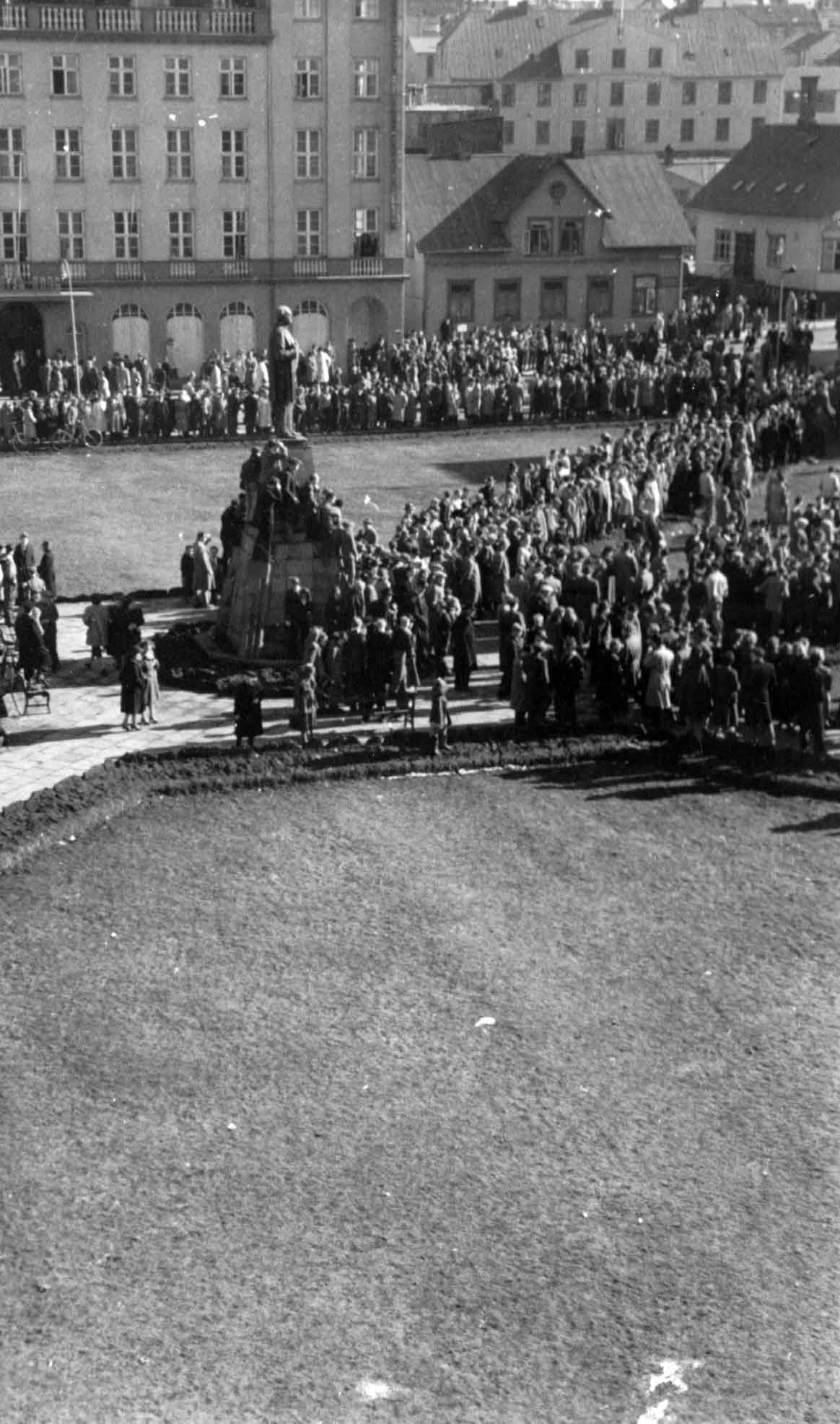
Panorámica sobre Austurvöllur, frente a la Casa de los Althing
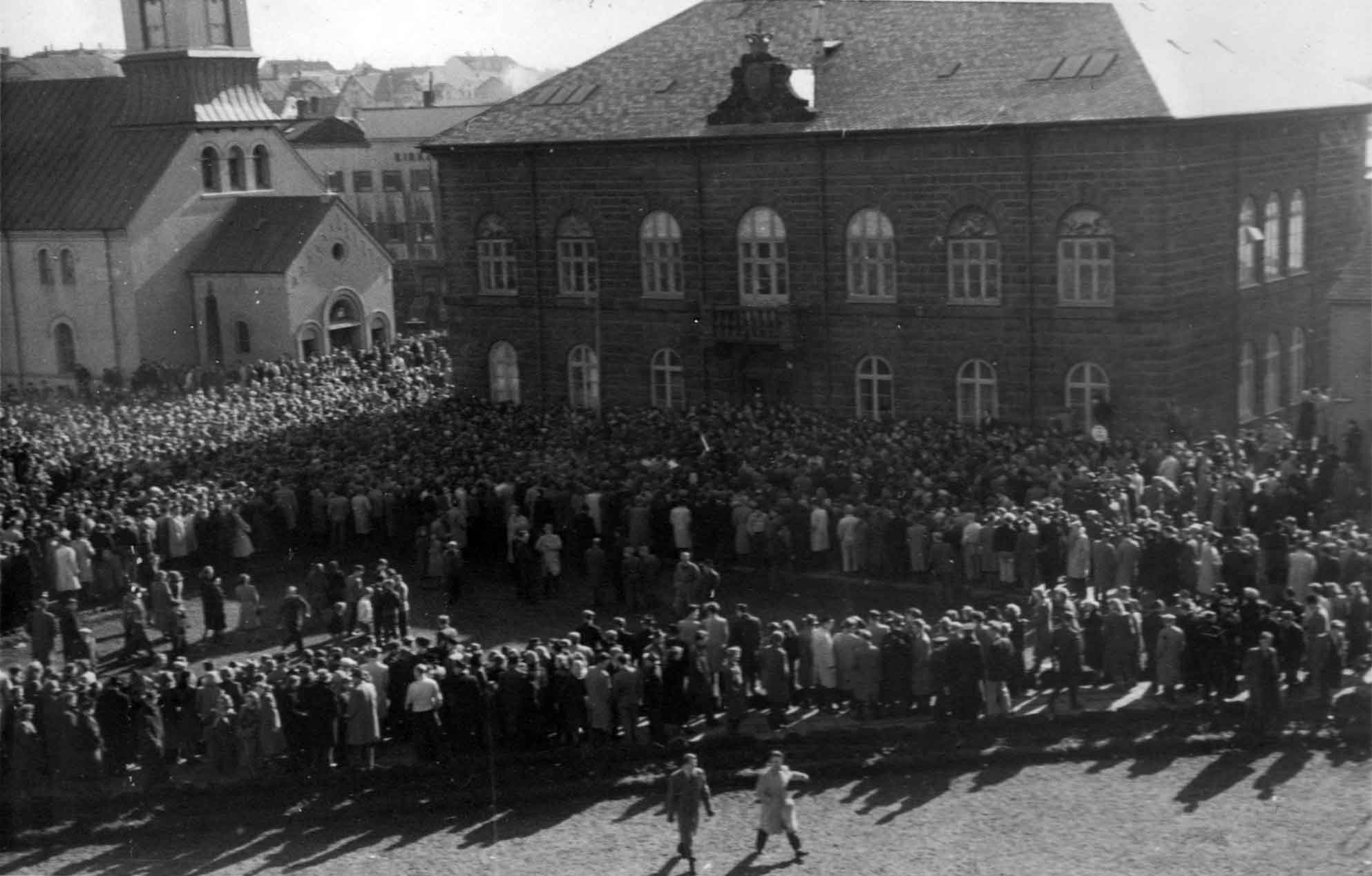
Panorámica sobre Austurvöllur y la Casa de los Althing.
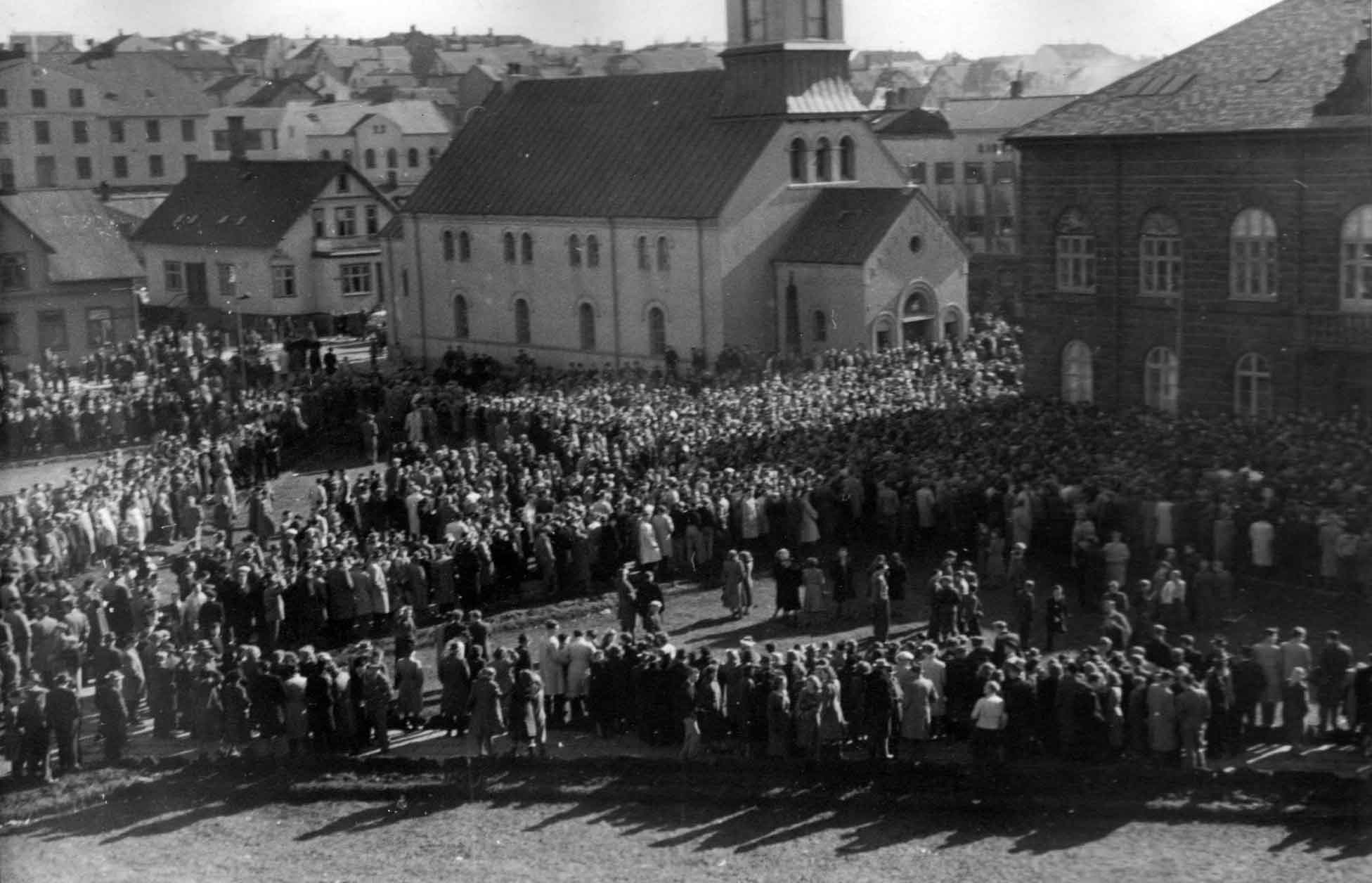
Panorámica sobre Austurvöllur, la catedral de Reykjavik y la Casa de los Althing.
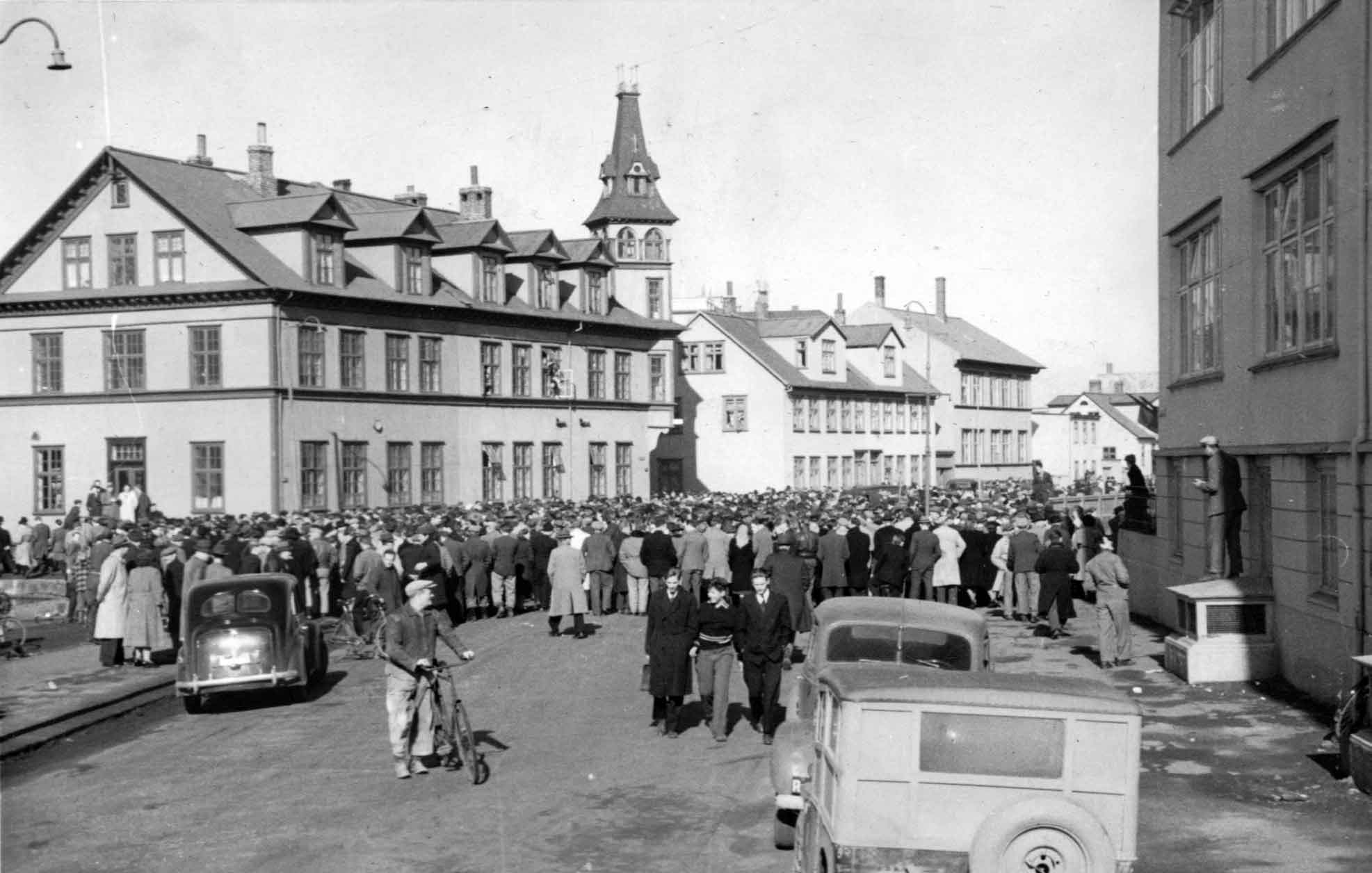
La gente se reúne en la vieja escuela de Tjörnin en el centro de Reykjavik.
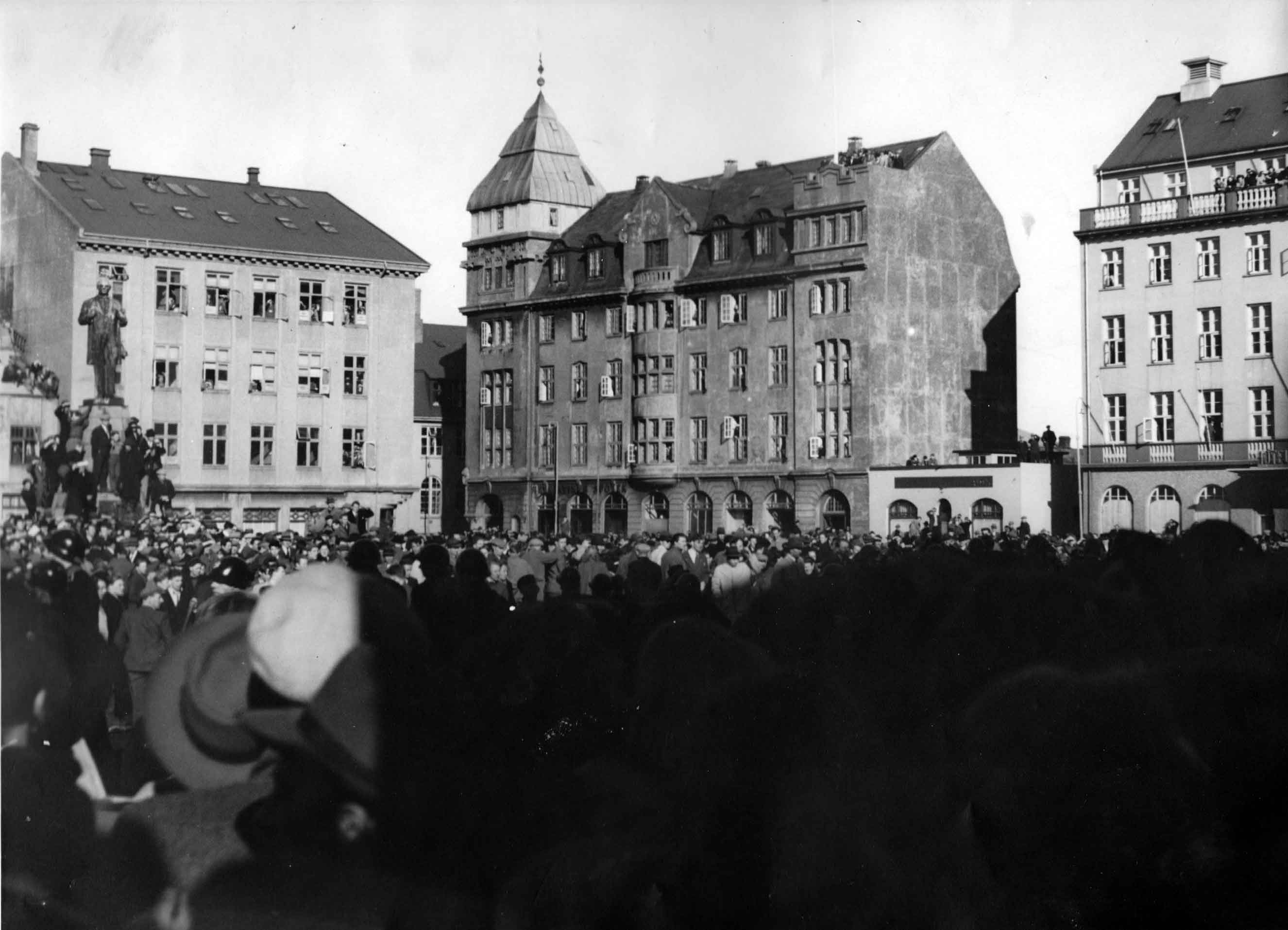
En la multitud frente a la Casa del Althing durante las protestas contra la OTAN.
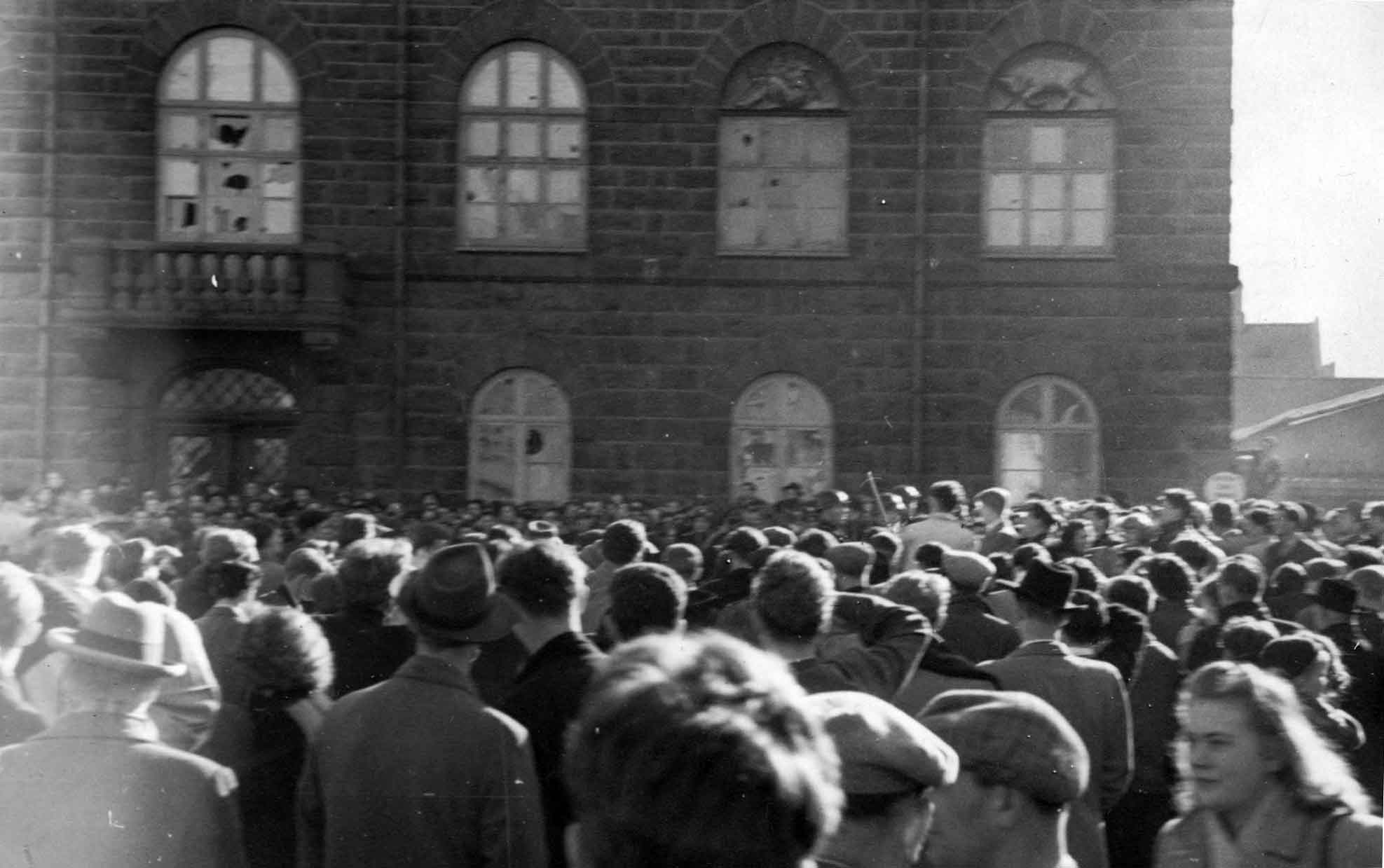
Estalla la lucha entre los partidarios de la OTAN y los partidarios de la OTAN y la policía. Las ventanas de la Casa de los Althing están destrozadas.
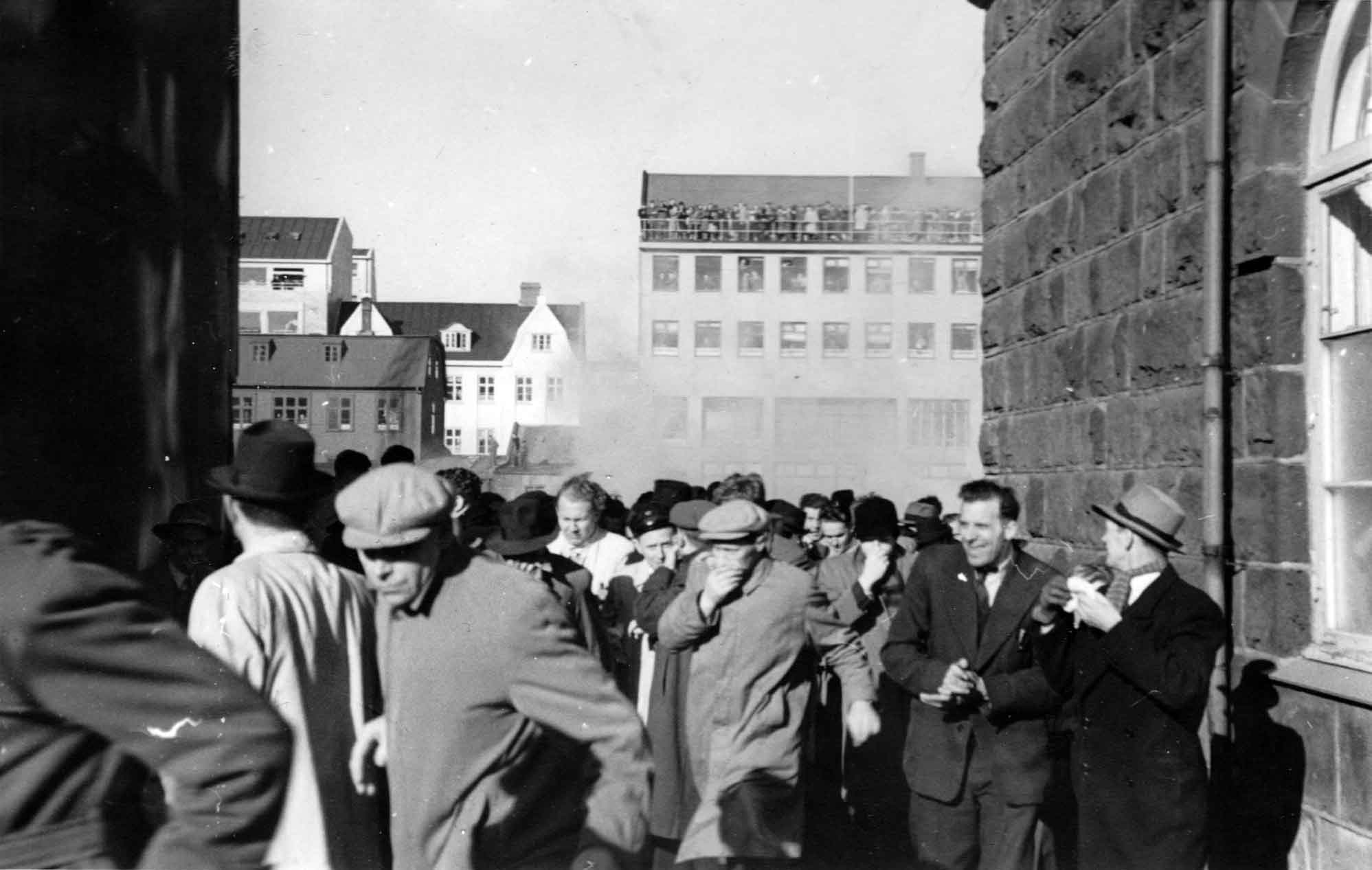
La gente huye de los gases lacrimógenos desatados por la policía.
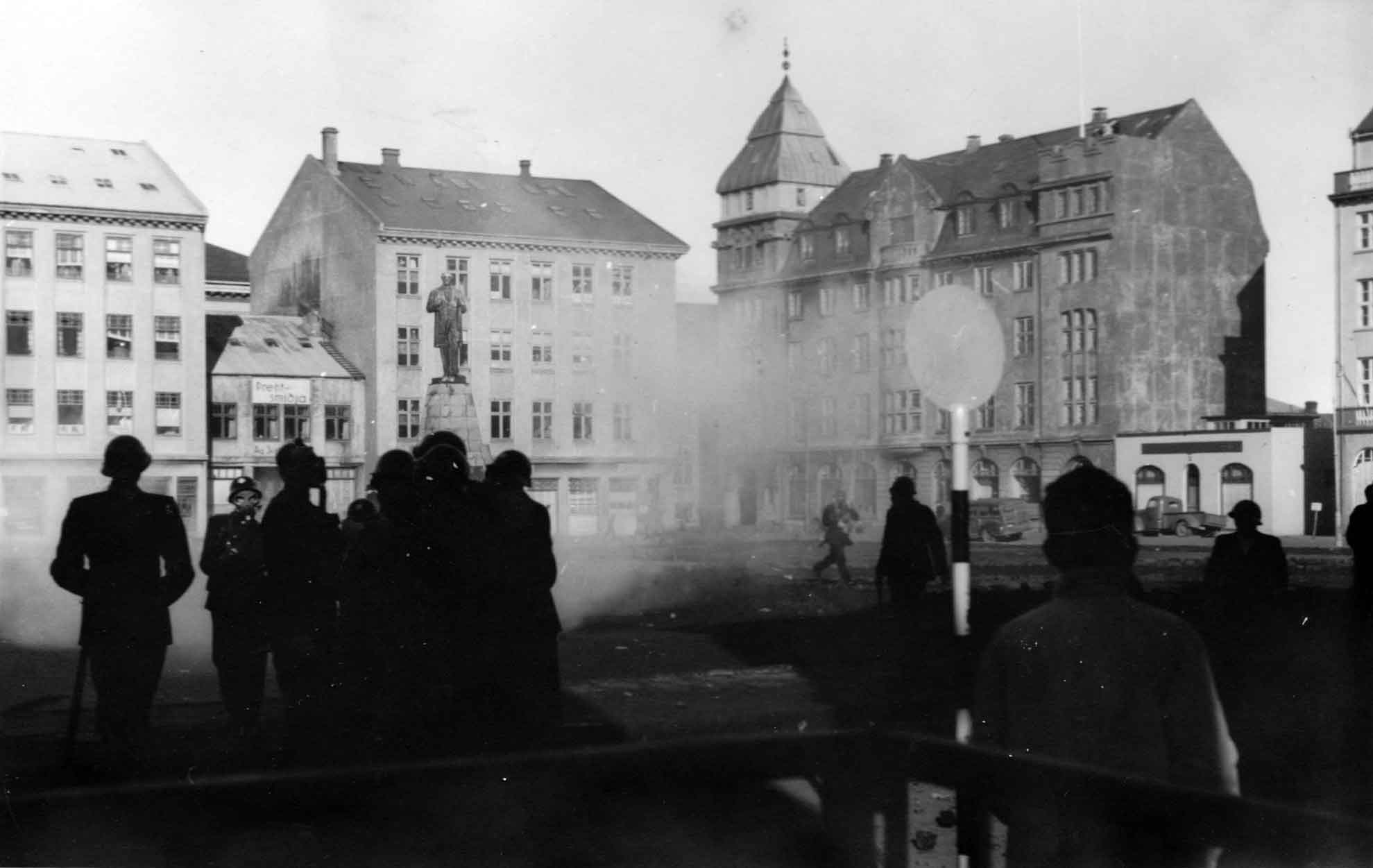
Policías con máscaras antigás vigilan Austurvöllur después de dispersar a la multitud con gases lacrimógenos.